# Collix
Collix is een geslacht van vlinders van de familie spanners (Geometridae), uit de onderfamilie Larentiinae.

## Soorten
- C. adamata Prout, 1941
- C. astathes Prout, 1937
- C. basicristata Prout, 1923
- C. biokoensis Herbulot, 1999
- C. blosyra Prout, 1926
- C. brevipalpis Herbulot, 1999
- C. elongata Warren, 1902
- C. examplata Warren, 1906
- C. foraminata Guenée, 1858
- C. ghosha Walker, 1862
- C. griseipalpis Wileman, 1916
- C. haploscelis Prout, 1925
- C. hypospilata Guenée, 1858
- C. inaequata Guenée, 1862
- C. infecta Prout, 1923
- C. intrepida (Prout, 1932)
- C. lasiospila Meyrick, 1886
- C. leuciota Prout, 1924
- C. mesopoia Prout, 1932
- C. multifilata Warren, 1896
- C. muscosata Fletcher D. S., 1956
- C. olivia Robinson, 1975

- C. patricia Robinson, 1975
- C. praetenta Prout, 1929
- C. psephana Prout, 1927
- C. psephena Prout, 1927
- C. purpurilita Prout, 1925
- C. rhabdoneura Prout, 1941
- C. rufidorsata Prout, 1929
- C. rufipalpis Hampson, 1907
- C. stellata Warren, 1894
- C. stenoplia Prout, 1929
- C. suffusca Warren, 1907